# 馬格努斯一世 (瑞典)
馬格努斯一世（瑞典語：Magnus Nilsson；約1106年—1134年6月4日），又名強人馬格努斯，是埃斯特里德森王朝的瑞典國王（1125年－1130年在位）。他是丹麥國王尼爾斯的兒子，母親是瑞典國王老英格的女兒瑪格麗塔·弗雷德庫拉。

## 生平
馬格努斯一世是否瑞典國王在當時是備受爭議的，因為他在1125年至1130年期間只是以丹麥公爵身份統治瑞典南部的約塔蘭，但是今天已是公認其中一位歷史上的瑞典國王。
當他的表親小英格於1125年逝世後，馬格努斯一世以老英格最年長的孫兒聲稱擁有王位繼承權。西約特蘭的基特人承認他為國王，但是根據瑞典人承認的西約塔蘭法，北方的瑞典人揀選了老英格之子拉格瓦爾德為國王。
根據丹麥編年史家薩克索·格拉瑪提庫斯在十二世紀後期的記載，因為拉格瓦爾德對基特人態度傲慢，不肯接受他們的抵押品，基特人便謀殺拉格瓦爾德以作為報復。
1127年，馬格努斯一世迎娶波蘭公爵波列斯瓦夫三世的女兒Richeza結婚，並於1129年誕下長子克努特及於1130年誕下次子尼爾斯。1130年，馬格努斯一世幫助外父波列斯瓦夫三世攻打呂根島，以丹麥海軍為波蘭侵佔了呂根島。馬格努斯一世的名字並未記載於西約塔蘭法，可能是由他的繼承者斯渥克爾一世於1130年推翻驅逐出瑞典。
1131年，馬格努斯謀殺了他的丹麥王位競爭者－堂兄克努特·拉瓦德（伯父埃里克一世之嫡子）以確保可以順利繼承父親的王位。雖然父親尼爾斯在背後支持，但是最終被埃里克一世的私生子埃里克二世於1134年6月4日在斯科訥爆發的一場內戰中打敗並殺死。尼爾斯亦在同年被殺。